# Ганнава-Фоллс (Нью-Йорк)
Ганнава-Фоллс (англ. Hannawa Falls) — переписна місцевість (CDP) в США, в окрузі Сент-Лоуренс штату Нью-Йорк. Населення — 975 осіб (2020).

## Географія
Ганнава-Фоллс розташована за координатами 44°36′10″ пн. ш. 74°58′26″ зх. д. / 44.60278° пн. ш. 74.97389° зх. д. (44.602870, -74.973995).  За даними Бюро перепису населення США в 2010 році переписна місцевість мала площу 14,02 км², з яких 13,24 км² — суходіл та 0,78 км² — водойми.

## Демографія
Згідно з переписом 2010 року, у переписній місцевості мешкали 1042 особи в 458 домогосподарствах у складі 310 родин. Густота населення становила 74 особи/км².  Було 554 помешкання (40/км²).
Расовий склад населення:
| - 98,3 % — білих - 0,4 % — чорних або афроамериканців - 0,3 % — корінних американців - 0,3 % — азіатів |

До двох чи більше рас належало 0,4 %. Частка іспаномовних становила 0,9 % від усіх жителів.
За віковим діапазоном населення розподілялося таким чином: 18,4 % — особи молодші 18 років, 62,7 % — особи у віці 18—64 років, 18,9 % — особи у віці 65 років та старші. Медіана віку мешканця становила 47,2 року. На 100 осіб жіночої статі у переписній місцевості припадало 107,6 чоловіків;  на 100 жінок у віці від 18 років та старших — 96,8 чоловіків також старших 18 років.
Середній дохід на одне домашнє господарство  становив 70 241 долар США (медіана — 55 735), а середній дохід на одну сім'ю — 76 854 долари (медіана — 65 972). За межею бідності перебувало 10,1 % осіб, у тому числі 11,4 % дітей у віці до 18 років та 5,6 % осіб у віці 65 років та старших.
Цивільне працевлаштоване населення становило 400 осіб. Основні галузі зайнятості: освіта, охорона здоров'я та соціальна допомога — 53,5 %, роздрібна торгівля — 15,8 %, мистецтво, розваги та відпочинок — 8,5 %, науковці, спеціалісти, менеджери — 7,0 %.